# تيم بيرك
تيم بيرك (بالإنجليزية: Tim Burke)‏ هو متسابق بياثل أمريكي، ولد في 3 فبراير 1982 في Paul Smiths, New York ‏ في الولايات المتحدة.

## وصلات خارجية
- تيم بيرك على موقع IBU (الإنجليزية)
- تيم بيرك على موقع اللجنة الأولمبية الدولية (الإنجليزية)
- تيم بيرك على موقع أوليمبيديا (الإنجليزية)
- تيم بيرك على موقع اللجنة الأولمبية والبارالمبية الأمريكية (الإنجليزية)